# ده عدد
ده عدد (به هندی: Dus Numbri) فیلمی محصول سال ۱۹۷۶ و به کارگردانی مادن موهلا است. در این فیلم بازیگرانی همچون مانوج کومار، هما مالینی، پران، بیندو، پریم نات، کامینی کاشال ایفای نقش کرده‌اند.